# 平偕行
平 偕行（たいら の ともゆき、生没年不詳）は、平安時代中期の貴族。光孝平氏、一品・是忠親王の孫。神祇伯・忠望王または山城守・興我王の子。官位は従四位下・山城守。

## 経歴
文章生から左衛門尉を経て、村上朝の天暦8年（954年）勘解由次官に任官する。天徳2年（958年）右衛門権佐に任ぜられた後、康保2年（965年）右少弁に遷ると、のち左少弁と村上朝末に弁官を務めた。
その他。時期は不明ながら山城守も務め、位階は従四位下に至る。

## 官歴
- 時期不詳：文章生[1]
- 時期不詳：左衛門尉[2]
- 天暦8年（954年） 日付不詳：勘解由次官[3]
- 天徳2年（958年） 日付不詳：右衛門権佐[3]
- 康保2年（965年） 正月30日?：右少弁[4]
- 康保4年（967年） 10月9日：見従五位上左少弁[5]
- 時期不詳：従四位下。山城守[2]

## 系譜
『尊卑分脈』による。
- 父：忠望王または興我王
- 母：不詳
- 妻：不詳
  - 男子：平元平